# Nowodarjiwka
Nowodarjiwka (ukrainisch Новодар’ївка; russisch Новодарьевка/Nowodarjewka) ist eine Siedlung städtischen Typs im Süden der ukrainischen Oblast Luhansk mit etwa 2800 Einwohnern.
Der Ort gehört administrativ zur Stadtgemeinde der 7 Kilometer nordöstlich liegenden Stadt Rowenky und bildet eine eigene Siedlungsratsgemeinde zu der auch die Ansiedlungen Kalyniwka (Калинівка) und Waljaniwsk (Валянівськ) gehören, die Oblasthauptstadt Luhansk befindet sich 54 Kilometer nördlich des Ortes. Bis 2009 war auch die Ansiedlung Welykowedmesche (Великоведмеже, nordöstlich des Ortes gelegen) ein Teil der Siedlungsratsgemeinde.
Nowodarjiwka wurde 1892 als Bahnhofssiedlung Rowenky gegründet, 1915 in Darjiwka (Дар’ївка) und wurde 1938 zu einer Siedlung städtischen Typ erhoben, 1932 wurde der Ortsname auf den heutigen geändert. Seit Sommer 2014 ist der Ort im Verlauf des Ukrainekrieges durch Separatisten der Volksrepublik Lugansk besetzt.